# Vanson
Il Vanson (o anche Vançon) è un fiume francese che scorre nel dipartimento delle Alpi dell'Alta Provenza e sfocia, dopo un percorso di poco più di 30 km, nel fiume Durance confluendovi alla riva sinistra nel territorio del comune di Volonne. Il suo bacino è di 205 km2. Nel suo corso attraversa i territori dei comuni di: Authon (sorgente), Saint-Geniez, Entrepierres, Sourribes, Volonne (confluenza).
In termini di cantoni attraversa il Cantone di Sisteron e quello di Château-Arnoux-Saint-Auban. Il suo numero di Strahler è 3.

## Affluenti
Il Vanson ha sei affluenti :
- il torrentello della Bastié (rd), 6.5 km sul solo comune di Authon.
- il Verdachon (rs), 3.2 km sui due comuni di Le Castellard-Melan e Authon, con un affluente:
  - le Gros Ravin (rs), 1.2 km sul solo comune di Le Castellard-Melan.
- il rio di Authon (rd), 4.6 km sul solo comune di Authon.
- il torrentello di Saint-Symphorien (rs), 4 km sui tre comuni di Entrepierres, Le Castellard-Melan e Saint-Geniez.
- il torrentello di Maurel (rs), 4.4 km sul solo comune di Entrepierres.
- il rio del vallone della Grande Combe (rs), 4.3 km sul solo comune di Sourribes.

## Idrologia
Alla confluenza con la Durance, il Vançon ha un bacino versante di 205 km². Questo bacino può essere bagnato da piogge eccezionali, anche a causa del rilievo montano della regione, che accentua la forza delle precipitazioni del clima mediterraneo . Queste piogge possono provocare esondazioni molto importanti: si stima la portata della piena decennale a 150 m3 e di quella centennale 430 m3.
Il Vanson porta con sé molti materiali: tra 20 000 e 25000 m3 per anno.